# Dominique Lambert
Pour les articles homonymes, voir Lambert.
Cet article concerne le philosophe belge. Pour l'artiste-peintre suisse, voir Dode Lambert.
Dominique baron Lambert, né en 1960, est un philosophe des sciences belge. Il enseigne à l'Université de Namur (Belgique).

## Biographie
Il est docteur en philosophie et en sciences physiques.
Dominique Lambert a été anobli par le Roi Philippe en juillet 2016 et élevé au rang de Baron.

## Œuvres
- Dominique Lambert, Au cœur des sciences: Une métaphysique rigoureuse, Paris, Beauchesne, 1996
- Dominique Lambert & Jacques Demaret, Le principe anthropique – l’homme est-il le centre de l’univers ?, Dunod, 1997
- Dominique Lambert, Sciences et théologie: Les figures d'un dialogue, Lessius, 1999
- Dominique Lambert, Un atome d'univers – la vie et l’œuvre de Georges Lemaître, Lessius, 2000
- Dominique Lambert & René Rezsöhazy, Comment les pattes viennent au serpent : Essai sur l'étonnante plasticité du vivant, Flammarion, 2004
- Dominique Lambert & Jacques Reisse, Charles Darwin et Georges Lemaître, une improbable mais passionnante rencontre, Académie royale de Belgique, 2008

## Récompenses et distinctions
Dominique Lambert a reçu en 1999 le Prix Georges-Lemaître, conjointement avec l'astrophysicien Jean-Pierre Luminet en récompense de leurs travaux d'analyse des écrits scientifiques et religieux de Georges Lemaître.